# 源照寺 (葛飾区)
源照寺（げんしょうじ）は、東京都葛飾区にある浄土宗の寺院。

## 歴史
1626年（寛永3年）、照蓮社寂誉上人薫香宗円和尚によって開山された。元々は浅草蔵前鳥越に位置していたが、1657年（明暦3年）の明暦の大火後、新鳥越に移転した。
かつては台東区の寿松院の末寺であったが、1887年（明治20年）に増上寺の末寺となっている。
1923年（大正12年）の関東大震災で伽藍を焼失し、1928年（昭和3年）に現在地に移転した。
墓地には、筝曲音楽家で「山田流」の祖となった山田検校の墓がある。

## 交通アクセス
- 京成高砂駅より徒歩6分（経路案内）。